# Ladislao II di Opole
Ladislao II di Opole (in polacco Władysław Opolczyk; in tedesco Wladislaus von Oppeln; in ungherese Oppelni László; in ucraino Владислав Опольчик?) (1332 circa – Opole, 18 maggio 1401) fu duca di Opole dal 1356 (come vassallo boemo), conte palatino di Ungheria dal 1367 al 1372, signore di Lubliniec dal 1368, duca di Wieluń tra il 1370 e il 1392, signore di Bolesławiec dal 1370, Governatore della Galizia-Volinia dal 1372 al 1378, signore di Pszczyna tra il 1375 e il 1396, conte palatino di Polonia nel 1378, duca di Dobrzyń e Cuiavia tra il 1378 e il 1392 (come vassallo polacco), signore di Głogówek dal 1383 e signore di Krnov tra il 1385 e il 1392.
Ladislao era il più anziano tra i figli del duca Bolko II di Opole avuti dalla moglie Elisabetta, figlia del duca Bernardo di Świdnica.

## Biografia

### Infanzia e giovinezza
Ladislao era un discendente della Casa dei Piast. Poco si sa della sua giovinezza. Da giovane principe, per acquisire maggiore esperienza politica, andò in Ungheria intorno al 1353, dove probabilmente rimase fino alla morte di suo padre (1356). Lì si sposò.

### Duca di Opole

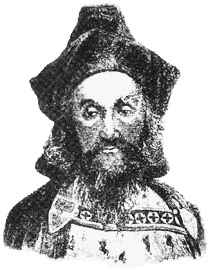

Dopo la morte del duca Bolko II, Ladislao e i suoi fratelli Bolko III e Enrico ereditarono il ducato di Opole (allora feudo della corona boema) come co-governanti; tuttavia, la forte personalità di Ladislao presto dominò l'intero governo e incoraggiò i suoi fratelli ad accettare una parte modesta della loro eredità. Bolko III e Enrico rimasero come co-duchi di Opole, ma solo formalmente.

### Collaborazione con il re Luigi I il Grande d'Ungheria
La carriera politica di Ladislao iniziò a metà del 1360 nella corte ungherese del re Luigi I. Già nel 1364 partecipò al famoso Congresso di Cracovia come parte della delegazione ungherese. Tuttavia, la missione più importante di Ladislao per conto del re Luigi avvenne due anni dopo (nel 1366), quando negoziò le condizioni del matrimonio programmato tra una nipote del sovrano ungherese e Venceslao, figlio dell'imperatore Carlo IV.
Il fedele servizio alla Casa ungherese d'Angiò provocò la nomina di Ladislao a Conte palatino, che lo rese l'uomo più importante dopo il Re nel paese. Le funzioni di questo incarico erano principalmente ampi poteri giudiziari. In questo ufficio, Ladislao ha mostrò grande impegno e capacità; creò la regola di quattro Congregatio generalis, che trattavano casi giudiziari.

### Morte di Casimiro III il Grande. Omaggio al Regno di Polonia
Durante il suo periodo come conte palatino, Ladislao non smise di partecipare alle vicende della politica estera; ad esempio di ciò è il suo viaggio in Bulgaria nel 1368. Nel 1370, dopo la morte di Casimiro III il Grande, il Duca di Opole partecipò attivamente alla preparazione della successione al trono polacco del re Luigi I d'Ungheria. Come ricompensa, Re Luigi gli diede le città di Wieluń e Częstochowa.
A quel tempo, il fratello di Ladislao, Bolko III, aveva ereditato Strzelce Opolskie dal loro zio Alberto e grazie a questo, il Duca di Opole poteva mantenere da solo il governo sui suoi domini (il fratello più giovane, Enrico, era morto nel 1365 senza alcuna discendenza).
Nel 1371 Ladislao guidò una spedizione armata contro la Corona di Boemia (questo assalto provocò una terribile devastazione della Moravia); tuttavia, l'anno successivo Ladislao fu a capo di una missione di mediazione per risolvere la disputa tra l'imperatore Carlo IV (anche re boemo) e il re Luigi I.

### Signore di Rutenia

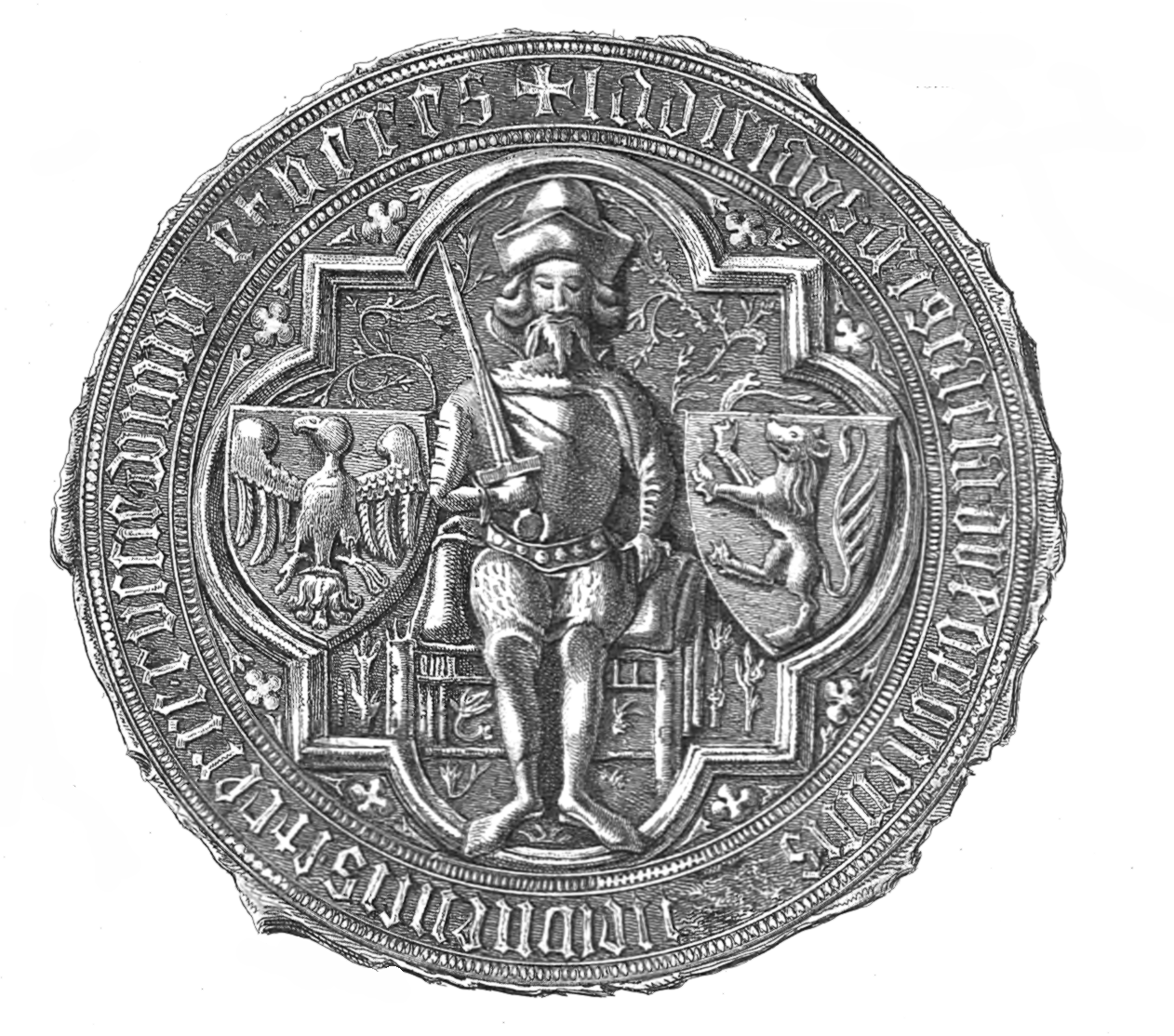
Sigillo ducale Ladislaus Dei Gracia Dux Opoliensis Wieloniensis et Terre Russie Domin et Heres (ca. 1387)

Nell'ottobre del 1372 Ladislao fu inaspettatamente privato dell'ufficio di conte palatino. Sebbene avesse conservato la maggior parte dei suoi castelli e beni in Ungheria, la sua influenza politica fu ridotta significativamente. Come risarcimento, fu nominato Governatore della parte governata dall'Ungheria del Regno di Galizia-Volinia. In questa nuova posizione, il Duca di Opole contribuì con successo allo sviluppo economico dei territori a lui affidati. Ladislao risiedeva principalmente a Leopoli, ma alla fine del suo governo trascorse più tempo ad Halych. L'unico serio conflitto durante il periodo in cui ricoprì il ruolo di governatore fu legato al suo avvicinamento alla Chiesa ortodossa ucraina, che provocò la rabbia dei boiardi locali, che erano fortemente cattolici.
Probabilmente seguendo il consiglio di Ladislao, nel 1374 re Luigi I pubblicò un privilegio provinciale per la nobiltà polacca (szlachta) a Košice (Privilegio di Koszyce), che, in cambio di concessioni ai nobili, assicurava che una delle figlie di Luigi potesse salire al trono di Polonia dopo la sua morte.

## Conte palatino di Polonia e governatore di Cuiavia
Nel 1378 la partenza della regina Elisabetta dalla Polonia per l'Ungheria, costrinse il re Luigi a liberare Ladislao dal suo incarico di governatore e lo nominò alla posizione di conte palatino polacco. Ma quasi immediatamente Ladislao dovette affrontare la forte resistenza della nobiltà polacca, insoddisfatta della decisione del re Luigi di nominare eredi tra le sue figlie, e presto fu costretto a dimettersi.
Come risarcimento per le sue dimissioni, il duca di Opole ricevette dal sovrano ungherese le città della terra di Dobrzyń e parte della Cuiavia (con le città Bydgoszcz, Inowrocław e Gniewkowo). Questi territori si trovavano ai confini con le terre dell'Ordine Teutonico, con cui ben presto Ladislao stabilì stretti contatti, che includevano il perseguimento dei criminali da parte dei cavalieri teutonici nei suoi domini.
In Cuiavia, Ladislao entrò in una disputa sulle finanze con il vescovo di Płock, Dobiesław Sówka, dando luogo alla scomunica del duca, che fu annullata un anno dopo dall'arcivescovo di Gniezno. Come gesto di riconciliazione con la Chiesa, Ladislao fondò il monastero paolino della Madonna a Jasna Góra presso Częstochowa; inoltre, il Duca portò la oggi famosa Madonna Nera di Częstochowa, che secondo i documenti più antichi, aveva viaggiato da Gerusalemme, passando per Costantinopoli e Bełz, per raggiungere infine Częstochowa nell'agosto del 1382.
La morte di suo fratello Bolko III (21 ottobre 1382), lasciando quattro figli minorenni e un mese dopo (14 settembre) quella del duca Enrico di Niemodlin, rese possibile a Ladislao estendere la sua influenza sull'Alta Slesia, di regnare su Strzelce e Niemodlin (anche se solo come reggente dei nipoti) e Głogówek (concesso a lui un anno dopo, nel 1383). Il duca di Opole sostenne anche la carriera ecclesiastica del primogenito di Bolko III, Jan Kropidło cercando di ottenere per lui, nonostante la giovane età, la carica di vescovo di Poznań.

### Morte di Luigi I e rapporti con Ladislao II Jagellone

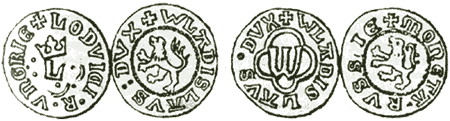
Rutenia rossa Monete dell'epoca di Ladislao (1389)

Il 10 settembre 1382 muore il re Luigi I d'Ungheria, protettore di Ladislao.
Contrariamente a quanto sostenuto dalla vecchia storiografia, il Duca di Opole appoggiò il nuovo re polacco Ladislao II Jagellone (Jogaila) durante il primo periodo del suo regno. Alcuni storici accettano il fatto che nel 1386 Ladislao divenne il padrino del re quando si convertì alla fede cattolica. Tuttavia, la collaborazione tra il duca di Opole e il re fu di breve durata: nel 1388, dopo che il re lo aveva privato di Bydgoszcz, il duca guidò un colpo di Stato che progettava di conquistare il re e il castello del Wawel a Cracovia. Sconfitto e catturato dallo Starosta (governatore provinciale) Sędziwój Pałuka, Ladislao fu costretto a capitolare e dimettersi da ogni pretesa al trono polacco. Re Ladislao II Jagellone inoltre aveva anche bloccato la nomina di Jan Kropidło per la carica di Arcivescovo di Gniezno.

### Collaborazione con l'Ordine Teutonico. Le ambizioni di Ladislao e la guerra con la Polonia. Morte
Ulteriori frizioni con il re di Polonia si svolsero nel maggio del 1391, quando Ladislao promise la terra di Złotów all'Ordine Teutonico. Consapevole del pericolo che l'ordine teutonico per i suoi confini, il re ordinò la privazione di Ladislao dei suoi feudi in territorio polacco. Contro il potere reale, il duca di Opole capitolò e nel 1392 trasferì i territori contesi in Polonia (con l'eccezione di Bolesławiec, che, completamente fedele a Ladislao, accettò l'annessione al Regno polacco solo dopo la morte del duca di Opole).
Tuttavia, l'atteggiamento di Ladislao non cambiò e nel 1393 vendette i suoi diritti su Dobrzyń all'Ordine Teutonico. Cercò anche di incoraggiare il Gran Maestro dell'Ordine Teutonico, Konrad von Wallenrode, ad attaccare il Regno con le truppe dei cavalieri Teutonici in Polonia, Ungheria e Boemia, ma il conflitto si concluse inaspettatamente. La guerra, che iniziò con successo per i teutonici (ad esempio con l'assedio a Nowy Korczyn il 26 luglio 1393), terminò definitivamente nel 1396, quando l'esercito reale decise di attaccare le terre della Slesia di Ladislao. Dopo che le truppe polacche presero il controllo di Strzelce, il 6 agosto di quell'anno, i nipoti di Ladislao decisero di fare pace con il re di Polonia. Da allora, il governo del ducato di Opole fu praticamente preso in consegna dai figli di Bolko III, e Ladislao fu retrocesso a dignità inferiori.
Deluso a causa delle sue ambizioni disastrosamente fallite, Ladislao morì il 18 maggio 1401 a Opole e fu sepolto nel locale monastero francescano.

## Ascendenza
|                               |                           |                                   | Genitori                                     |  |  | Nonni |  |  | Bisnonni                  |  |  | Trisnonni                 |  |
|                               |                           |                                   |                                              |  |  |       |  |  | Ladislao I, duca di Opole |  |  | Casimiro I, duca di Opole |  |
|                               |                           |                                   |                                              |  |  |       |  |  | Ladislao I, duca di Opole |  |  | Casimiro I, duca di Opole |  |
|                               |                           | Viola                             |                                              |  |  |       |  |  | Ladislao I, duca di Opole |  |  |                           |  |
| Bolko I, duca di Opole        |                           |                                   |                                              |  |  |       |  |  | Ladislao I, duca di Opole |  |  |                           |  |
|                               |                           | Eufemia della Grande Polonia      | Ladislao Odonic, duca della Grande Polonia   |  |  |       |  |  |                           |  |  |                           |  |
|                               |                           | Eufemia della Grande Polonia      | Ladislao Odonic, duca della Grande Polonia   |  |  |       |  |  |                           |  |  |                           |  |
|                               |                           | Eufemia della Grande Polonia      | Edvige                                       |  |  |       |  |  |                           |  |  |                           |  |
| Bolko II, duca di Opole       |                           | Eufemia della Grande Polonia      |                                              |  |  |       |  |  |                           |  |  |                           |  |
|                               |                           | …                                 | …                                            |  |  |       |  |  |                           |  |  |                           |  |
|                               |                           | …                                 | …                                            |  |  |       |  |  |                           |  |  |                           |  |
|                               |                           | …                                 | …                                            |  |  |       |  |  |                           |  |  |                           |  |
| Agnese                        |                           | …                                 |                                              |  |  |       |  |  |                           |  |  |                           |  |
|                               |                           | …                                 | …                                            |  |  |       |  |  |                           |  |  |                           |  |
|                               |                           | …                                 | …                                            |  |  |       |  |  |                           |  |  |                           |  |
|                               |                           | …                                 | …                                            |  |  |       |  |  |                           |  |  |                           |  |
| Ladislao II, duca di Opole    |                           | …                                 |                                              |  |  |       |  |  |                           |  |  |                           |  |
|                               | Bolko I, duca di Świdnica | Boleslao II, duca di Legnica      |                                              |  |  |       |  |  |                           |  |  |                           |  |
|                               | Bolko I, duca di Świdnica | Boleslao II, duca di Legnica      |                                              |  |  |       |  |  |                           |  |  |                           |  |
|                               | Bolko I, duca di Świdnica | Edvige di Anhalt                  |                                              |  |  |       |  |  |                           |  |  |                           |  |
| Bernardo II, duca di Świdnica | Bolko I, duca di Świdnica |                                   |                                              |  |  |       |  |  |                           |  |  |                           |  |
|                               |                           | Beatrice di Brandeburgo-Salzwedel | Ottone V, margravio di Brandeburgo-Salzwedel |  |  |       |  |  |                           |  |  |                           |  |
|                               |                           | Beatrice di Brandeburgo-Salzwedel | Ottone V, margravio di Brandeburgo-Salzwedel |  |  |       |  |  |                           |  |  |                           |  |
|                               |                           | Beatrice di Brandeburgo-Salzwedel | Giuditta di Henneberg                        |  |  |       |  |  |                           |  |  |                           |  |
| Elisabetta di Świdnica        |                           | Beatrice di Brandeburgo-Salzwedel |                                              |  |  |       |  |  |                           |  |  |                           |  |
|                               |                           | Ladislao I, re di Polonia         | Casimiro I, duca di Cuiavia                  |  |  |       |  |  |                           |  |  |                           |  |
|                               |                           | Ladislao I, re di Polonia         | Casimiro I, duca di Cuiavia                  |  |  |       |  |  |                           |  |  |                           |  |
|                               |                           | Ladislao I, re di Polonia         | Eufrosina di Opole                           |  |  |       |  |  |                           |  |  |                           |  |
| Cunegonda di Polonia          |                           | Ladislao I, re di Polonia         |                                              |  |  |       |  |  |                           |  |  |                           |  |
|                               |                           | Edvige di Kalisz                  | Boleslao, duca della Grande Polonia          |  |  |       |  |  |                           |  |  |                           |  |
|                               |                           | Edvige di Kalisz                  | Boleslao, duca della Grande Polonia          |  |  |       |  |  |                           |  |  |                           |  |
|                               |                           | Edvige di Kalisz                  | Iolanda d'Ungheria                           |  |  |       |  |  |                           |  |  |                           |  |
|                               |                           | Edvige di Kalisz                  |                                              |  |  |       |  |  |                           |  |  |                           |  |